# Habrotrocha curvicollis
Habrotrocha curvicollis is een raderdiertjessoort uit de familie Habrotrochidae. De wetenschappelijke naam van deze soort is voor het eerst geldig gepubliceerd in 1951 door Bartos.